# Rideau, Cruchon et Compotier
Rideau, Cruchon et Compotier est une huile sur toile du peintre français Paul Cézanne (1839-1906) composée entre 1893 et 1894. Elle est considérée comme la nature morte la plus chère vendue à ce jour dans une vente aux enchères.
Cézanne est célèbre pour peindre des natures mortes qui expriment des émotions complexes tout en se basant sur l'observation soigneuse de la réalité. Sa peinture a permis aussi une certaine transition vers le cubisme.

## Histoire
Ce tableau a d'abord été en possession du fameux galeriste parisien Ambroise Vollard, puis du collectionneur hollandais Cornelis Hoogendijk qui l'a vendu au galeriste Paul Rosenberg. Ensuite le milliardaire Albert C. Barnes l'a acheté avant de le revendre au galeriste Carroll Carstairs. Le tableau a été vendu chez Sotheby's de New York le 10 mai 1999 pour la somme record de 60 502 500 dollars, au cours de la vente de la collection de John Hay Whitney (1904-1982) par ses héritiers. La nature morte est ensuite revendue pour une somme moins importante et se trouve aujourd'hui dans une collection particulière des États-Unis.